# Duinoordkerk

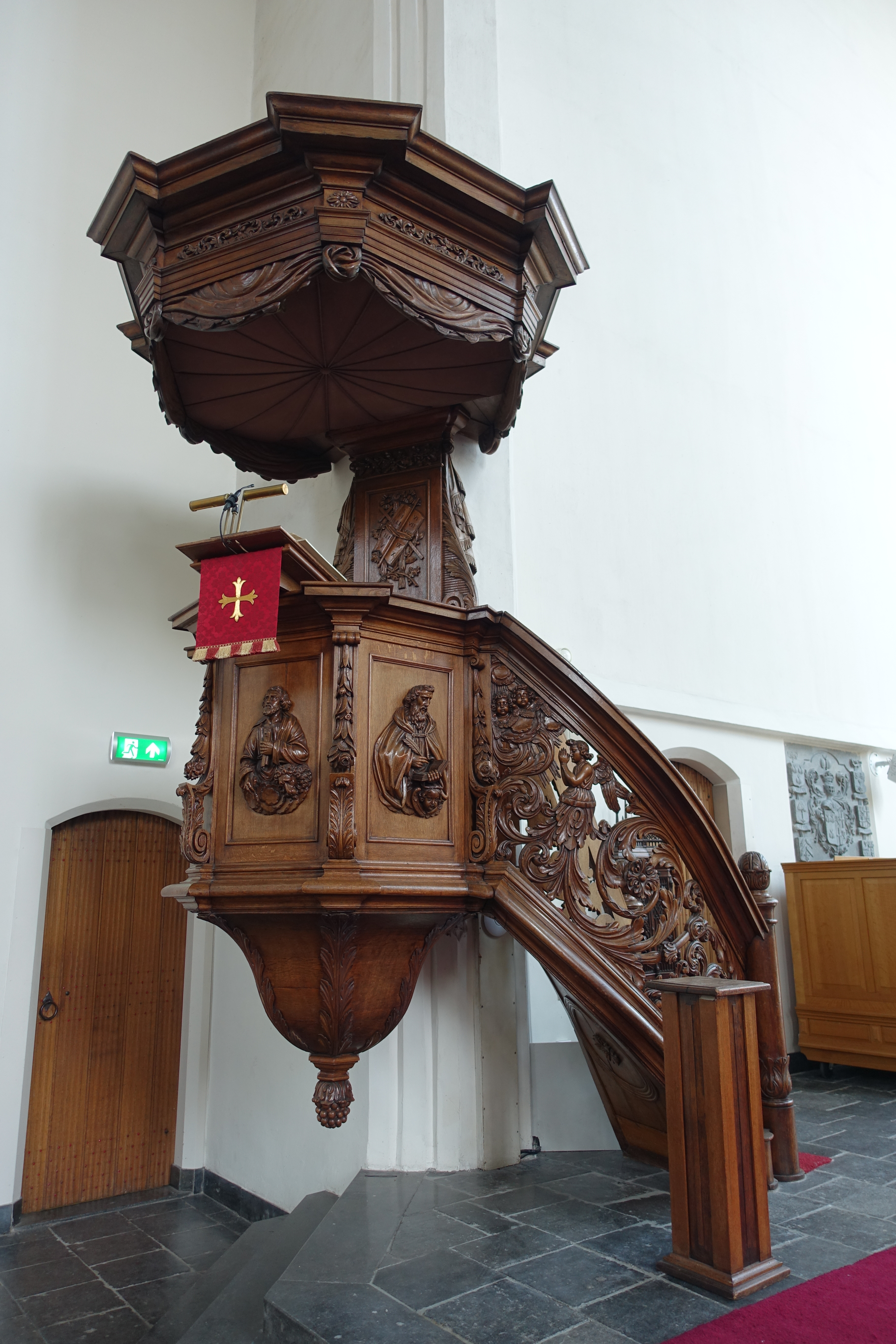
Preekstoel staat nu in de Kloosterkerk

De Duinoordkerk werd rond 1922 in de Haagse wijk Duinoord gebouwd op de plaats waar nu het Nederlands Congrescentrum staat. De kerk was versierd met glas-in-loodramen met de twaalf apostelen en met een mozaïek van Johan Thorn Prikker.
Duinoord en de naburige wijk Statenkwartier waren in die tijd nog in ontwikkeling. De Duinoordkerk kreeg een meer regionaal karakter, dit in tegenstelling tot andere kerken binnen de Nederlandse Hervormde Kerk.

## Tweede Wereldoorlog
Aan het begin van de Tweede Wereldoorlog was ds. J.A. Kwint de predikant. Zijn broer, mr. M.M. Kwint, was betrokken bij het verzet. Ds. Kwint bood onderdak aan Joden en hield tevens huiskamersamenkomsten, waar onder andere zijn Joodse collega ds. Rottenberg sprak. In het boek De laatste Jood van Rotterdam vertelt Ernest Cassutto hoe de gemeenteleden van de Duinoordkerk van beslissende betekenis zijn geweest. Zij hielpen hem en zijn verloofde Hetty Winkel aan het begin van 1942 onder te duiken.
In 1942 werd de Duinoordkerk gesloten en afgebroken op last van de Duitse bezetters, aangezien de kerk in het gebied lag dat moest worden ontruimd in het kader van de bouw van de Atlantikwall. De kerk werd in drie dagen ontruimd, de preekstoel, de banken, de luchters en het glas-in-lood met de twaalf apostelen werden in de kelder van het Vredespaleis opgeslagen.

Afbeeldingen
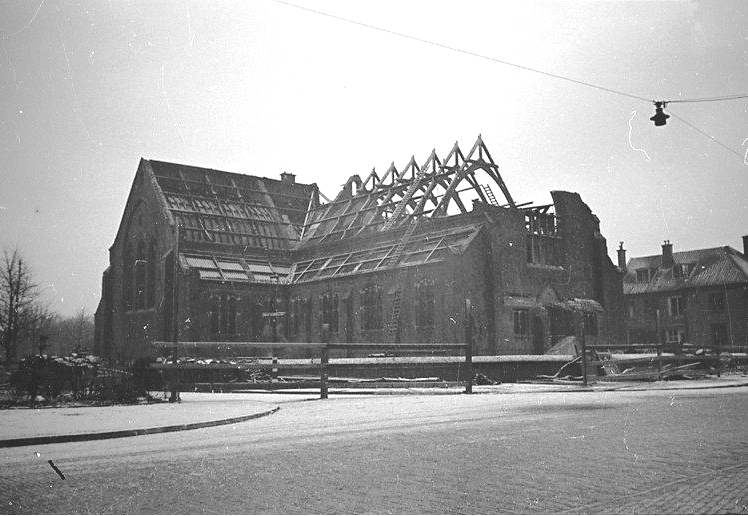
Sloop van de Duinoordkerk, foto van Menno Huizinga (1907-1947)
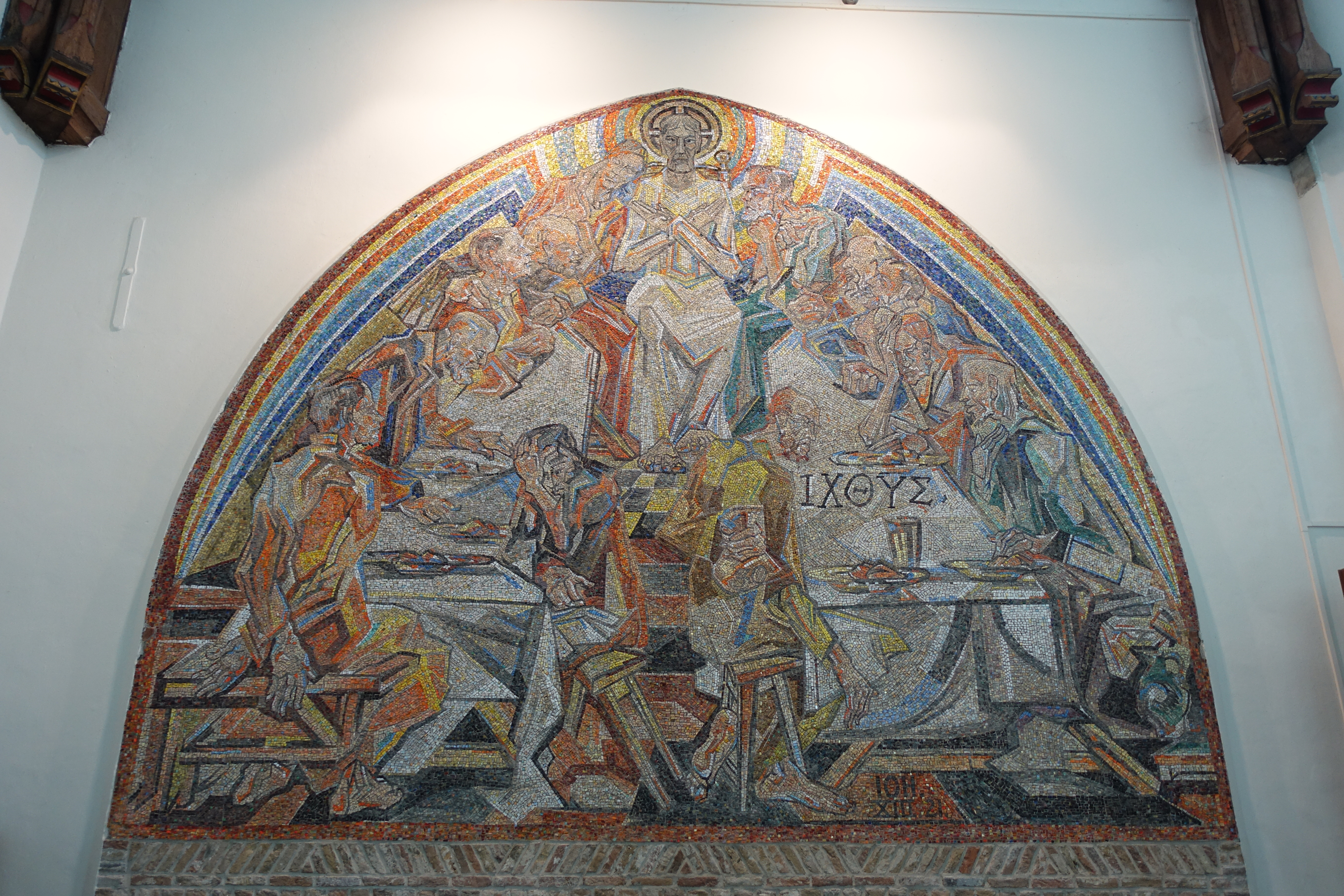
Mozaïek van het Laatste Avondmaal door Johan Thorn Prikker, eveneens in de Kloosterkerk

## Na de oorlog
De gemeente vond onderdak in de Kloosterkerk aan het Lange Voorhout, die op dat moment nauwelijks werd gebruikt. Na de oorlog werd besloten om definitief de Kloosterkerk te gebruiken. De in het Vredespaleis opgeslagen ramen en het mozaïek van Thorn Prikker werden tijdens de restauratie in de Kloosterkerk geplaatst en de luchters opgehangen. De preekstoel en de banken worden er ook nog steeds gebruikt.
Abdijkerk van Loosduinen · 
Allerheiligst Sacramentskerk · 
Anglican Church of St. John and St. Philip · 
Antonius Abtkerk · 
Badkapel · 
Bethelkerk (Scheveningen) · 
Bethlehemkerk · 
Christus Triumfatorkerk · 
Duinoordkerk · 
Duinzichtkerk · 
Eben-Haëzerkerk · 
Onze Lieve Vrouw Onbevlekt Ontvangenkerk · 
Emmauskerk · 
Grote of Sint-Jacobskerk · 
Sint-Jacobus de Meerderekerk  · 
H.H. Engelbewaarderskerk · 
H.H. Jacobus- en Augustinuskerk · 
Hofkapel · 
H. Familiekerk · 
Julianakerk (Transvaalkwartier) · 
Prinses Julianakerk (Scheveningen) · 
Kerk van de H. Martelaren van Gorcum · 
Kerk van Eikenduinen · 
Kloosterkerk · 
Lourdeskapel · 
Lutherse kerk · 
Maranathakerk · 
Nieuwe Badkapel · 
Nieuwe Kerk ·
Onbevlekt Hart van Mariakerk ·
O.L.V. Hemelvaartkerk · 
O.L.V. van Goede Raadkerk · 
Oosterkerk · 
Oude Kerk · 
Paleiskerk · 
Pastoor van Arskerk · 
Pniëlkerk · 
Sint-Agneskerk · 
Sint-Josephkerk (1867) · 
Sint-Josephkerk (1886) · 
Sint-Marthakerk · 
Sint-Paschalis Baylonkerk · 
Sint-Theresia van Lisieuxkerk · 
Sint-Willibrorduskerk · 
Teresia van Avilakerk · 
Vredeskapel · 
Waalse Kerk · 
Wilhelminakerk (1908) · 
Wilhelminakerk (1954) · 
Willemskerk · 
Willibrorduskapel